# АЭС Форт Калхун
АЭС Форт Калхун (англ. Fort Calhoun Nuclear Generating Station) — закрытая атомная электростанция в центральной части США.  
Станция расположена на берегу реки Миссури в округе Вашингтон штата Небраска. 
Строительство АЭС Форт Калхун началось в 1966 году, а завершилось в 1973 году, когда был запущен первый и единственный энергоблок станции. Тип установленного реактора с водой под давлением (PWR) конструкции Combustion Engineering. Мощность составляет 484 МВт. 
После затопления 2011 года АЭС Форт Калхун возобновила работу лишь в декабре 2013 года, после проведения плановых ремонтных работ, а также повышения мер безопасности.
24 октября 2016 года станция была окончательно остановлена, эксплуатирующая организация компания OPPD вела онлайн-репортаж о ходе останова.

## Инциденты
6 июня 2011 года на станции было введено чрезвычайное положение, по причине небывалого наводнения на реке Миссури, на которой и расположена станция. 7 июня 2011 года в одном из помещений станции произошёл пожар из-за отказа системы охлаждения бассейна выдержки отработавшего топлива на станции. В результате, в течение полутора часов охлаждение отсутствовало, пока не было запущено аварийное охлаждение. Так как инцидент произошёл вскоре после аварии на японской АЭС Фукусима, то пошла волна слухов о возможности повторения подобной ситуации и на АЭС Форт Калхун. В связи с чем оператор станции даже выступил со специальным заявлением, направленным против журналистов. 
По прогнозам вода должна была подняться на высоту 1004 фута над уровнем моря. Эта отметка была достигнута уже 9 июня. АЭС превратилась в остров и находилась в окружении поднимающейся воды. Наибольшее беспокойство вызывал факт её изоляции – и железнодорожные пути, и подъезды к её зданиям находились под водой, что не давало возможности поставлять топливо для генераторов автономных систем станции. Уровень воды достиг 1005,7 футов над уровнем моря и оставалось недалеко до 1014 футов – уровня, представляющего собой наихудший сценарий затопления, к которому компания OPPD должна была подготовить АЭС Форт Калхун.
17 июня был введён запрет на полёты над АЭС Форт-Калхун, также направленный против прессы. 
В январе 2014 года реактор станции был остановлен, после обледенения ворот шлюза на реке Миссури, для предотвращения возможного затопления станции.

## Информация об энергоблоках
| Энергоблок    | Тип реакторов    | Мощность | Мощность | Начало строительства | Физпуск    | Подключение к сети | Ввод в эксплуатацию | Закрытие   |
| Энергоблок    | Тип реакторов    | Чистый   | Брутто   | Начало строительства | Физпуск    | Подключение к сети | Ввод в эксплуатацию | Закрытие   |
| ------------- | ---------------- | -------- | -------- | -------------------- | ---------- | ------------------ | ------------------- | ---------- |
| Форт Калхун-1 | PWR, CE (2-loop) | 482 МВт  | 512 МВт  | 07.06.1968           | 06.08.1973 | 25.08.1973         | 26.09.1973          | 24.10.2016 |